# 梅州中学

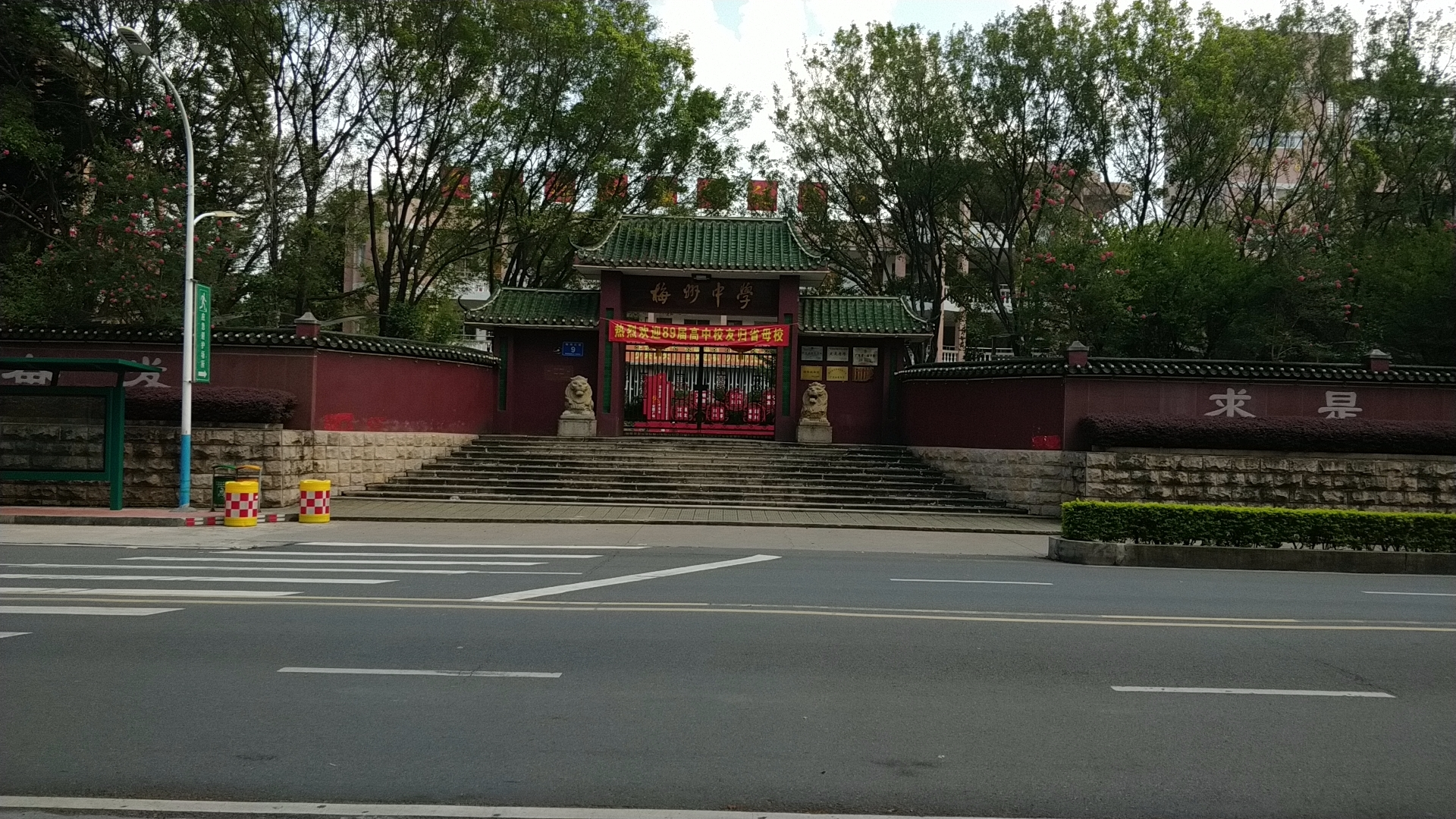
梅洲中学正门牌坊

梅州中学，位于广东省梅州市梅江区，是首批“广东省一级学校”。

## 历史
梅州中学于1904年由黄遵宪承办，文革前曾是省立重点中学。2007年被确认为广东省首批“国家级示范高中”和通过广东省“高中教学水平评估优秀学校”验收。